# Cerkiew św. Mikołaja w Zabłociu
Cerkiew św. Mikołaja – zabytkowa prawosławna cerkiew w Zabłociu należąca do parafii św. Mikołaja w Zabłociu, która jest z kolei częścią dekanatu Terespol diecezji lubelsko-chełmskiej Polskiego Autokefalicznego Kościoła Prawosławnego.
Pierwsza cerkiew prawosławna w Zabłociu istniała już przed 1580. Po zawarciu unii brzeskiej (1596) świątynia przeszła do Kościoła unickiego razem z całą prawosławną eparchią chełmską. W rękach parafii unickiej pozostawała do likwidacji unickiej diecezji chełmskiej w 1875, gdy została przekazana Rosyjskiemu Kościołowi Prawosławnemu. Decyzja ta wywołała protesty miejscowej ludności. 
W latach 1904–1907 w Zabłociu powstała nowa murowana świątynia, zaprojektowana przez architekta eparchii warszawskiej Władimira Pokrowskiego. Obiekt nie pełnił funkcji religijnych w latach 1915–1918, po tym, gdy prawosławni mieszkańcy Zabłocia udali się na bieżeństwo. W II Rzeczypospolitej była to siedziba parafii. Świątynia została ponownie zamknięta po Akcji „Wisła”, jednak wznowiła działalność już w 1951 (oficjalnie w 1954).
Cerkiew położona jest w centrum wsi.

## Historia

### Pierwsza cerkiew w Zabłociu
Pierwsza prawosławna cerkiew w Zabłociu musiała powstać przed 1580, gdyż w tym roku po raz pierwszy została wzmiankowana źródłowo. Zachowały się ikony z I połowy XVI w., pochodzące z tej właśnie świątyni. Kolejny opis cerkwi parafialnej w Zabłociu pochodzi z 1668. Była to już świątynia unicka, gdyż do Kościoła unickiego przystąpił Dionizy Zbirujski, ostatni prawosławny biskup chełmski w jurysdykcji Patriarchatu Konstantynopolitańskiego. Decyzja hierarchy została rozciągnięta na całą administraturę, chociaż nie wszystkie placówki duszpasterskie się z nią pogodziły. Unicka świątynia istniejąca w XVII stuleciu została wzniesiona z drewna. W jej sąsiedztwie znajdowała się dzwonnica o konstrukcji słupowej.
W 1875 parafia w Zabłociu przeszła do Rosyjskiego Kościoła Prawosławnego wskutek likwidacji unickiej diecezji chełmskiej. Według wspomnień świadków przejęciu cerkwi przez duchowieństwo prawosławne towarzyszyły protesty miejscowych unitów, którzy usiłowali nie dopuścić nowych kapłanów do świątyni. Pacyfikacji unitów dokonało wojsko rosyjskie – trzy roty 5 Kijowskiego Pułku Grenadierów.

### Cerkiew murowana

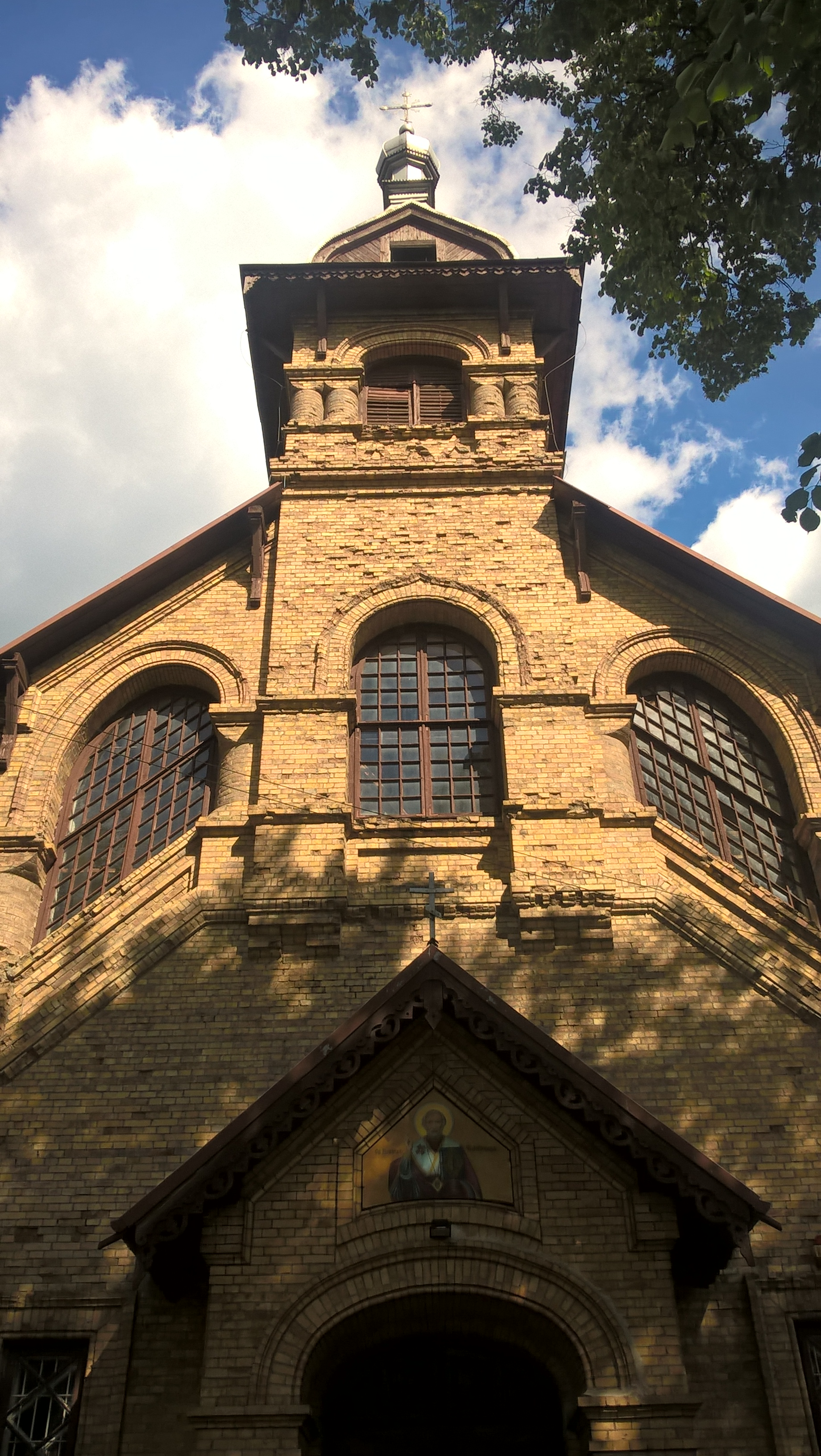
Elewacja budynku

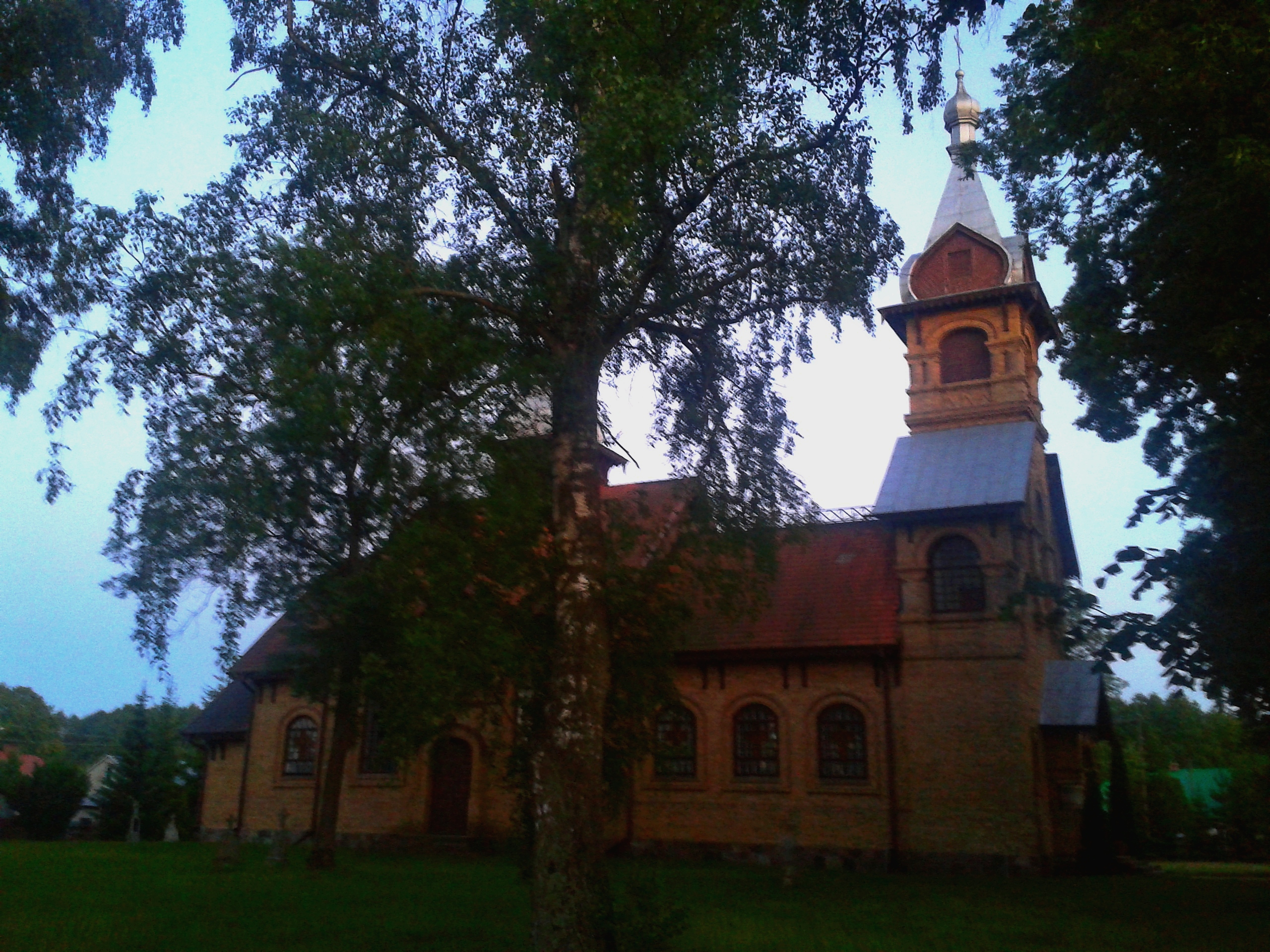
Widok od północy

W latach 1904–1907 na potrzeby parafii w Zabłociu powstała nowa murowana świątynia. Autorem jej projektu był eparchialny architekt Władimir Pokrowski, zaś poświęcenia gotowego budynku dokonał 16 sierpnia 1907 biskup chełmski Eulogiusz. Budynek został wzniesiony z funduszy prywatnych darczyńców (rosyjskich kupców) oraz ze składek wiernych, zaś pomysłodawcą jego budowy był proboszcz parafii zabłockiej ks. Kucharenko. Niektóre źródła podają, że przed budową murowanej świątyni starsza, drewniana, uległa zniszczeniu. Bezpośrednio przed I wojną światową cerkiew w Zabłociu była siedzibą najliczniejszej parafii wiejskiej w eparchii chełmskiej, ustępującej liczbą wiernych jedynie parafiom miejskim w Chełmie i Lublinie. Należało do niej 7 tys. rodzin.
W 1915, gdy prawosławni mieszkańcy Zabłocia w większości udali się na bieżeństwo, cerkiew w Zabłociu została zamknięta. Była otwierana dla celów kultowych jedynie okazjonalnie, gdy do wsi przybywali mnisi z monasteru św. Onufrego w Jabłecznej w celu sprawowania nabożeństw dla pojedynczych rodzin, które nie wyjechały na wschód. W 1919 cerkiew nie była jeszcze regularnie użytkowana, a Ministerstwo Wyznań Religijnych i Oświecenia Publicznego nie umieściło jej na liście prawosławnych świątyń na Lubelszczyźnie przewidzianych do otwarcia. Ostatecznie jednak decyzja ta została zmieniona i w 1921 obiekt został siedzibą etatowej parafii wchodzącej w skład dekanatu bialskiego diecezji warszawsko-chełmskiej. Była to jedna z ośmiu czynnych cerkwi w dekanacie i zarazem jedna z czterech prawosławnych świątyń prawosławnych w powiecie bialskim. Filią świątyni w latach 1921–1923 była cerkiew św. Anny w Międzylesiu, następnie zamknięta i reaktywowana w 1929 jako odrębna parafia. 
W 1925 biskup siedlecki Henryk Przeździecki czynił starania na rzecz przekazania cerkwi w Zabłociu parafii neounickiej. Działał także na rzecz przejęcia cerkwi w Kobylanach i Kostomłotach. Część wiernych z Zabłocia faktycznie przyjęła katolicyzm w obrządku bizantyjsko-słowiańskim, w 1925 neounię przyjął także proboszcz parafii. Aby zapobiec utracie świątyni, Zabłocie odwiedził w listopadzie tego samego roku biskup Antoni (Marcenko). Ostatecznie w miejscowości powstała parafia neounicka, lecz jej siedzibą nie została cerkiew św. Mikołaja, a osiemnastowieczna kaplica na miejscowym cmentarzu.
W latach II wojny światowej cerkiew w Zabłociu była siedzibą jednej z dziesięciu parafii tworzących dekanat kodeński diecezji chełmsko-podlaskiej. Obiekt pozostawał czynny do wywózek prawosławnych Ukraińców w ramach Akcji „Wisła” w 1947. Bezpośrednio przed deportacją Ukraińców do cerkwi w Zabłociu i do monasterskiej cerkwi św. Onufrego w Jabłecznej uczęszczało 2788 wiernych; obowiązki proboszcza pełnił mnich Eulogiusz z monasteru w Jabłecznej. 
Świątynia została otwarta ponownie w 1951, bez zgody władz państwowych. Także wówczas obsługiwali ją mnisi z tegoż klasztoru. Klucze do nieczynnej świątyni przechowała parafianka Anna Szepeluk, która następnie oddała je mnichowi Atanazemu (Sienkiewiczowi). W 1954 parafia w Zabłociu została formalnie restytuowana. W latach 60. XX w. liczbę uczęszczających do świątyni szacowano na ok. 800 osób. Była to wówczas jedna z siedmiu czynnych cerkwi w powiecie bialskopodlaskim, należała do dekanatu bialskopodlaskiego diecezji warszawsko-bielskiej.
W latach 70. XX wieku w cerkwi prowadzone były szeroko zakrojone prace remontowe, w ramach których odnowiono dzwonnicę, pokrytą nową blachą. W 1974 zakupiono dla świątyni trzy nowe dzwony. Po ukończeniu prac restauracyjnych obiekt poświęcił powtórnie metropolita warszawski i całej Polski Bazyli; miało to miejsce 3 maja 1980. W 1989 w cerkwi odnowione zostało pokrycie dachowe, zaś cztery lata później odnowiono freski we wnętrzu świątyni.

## Architektura

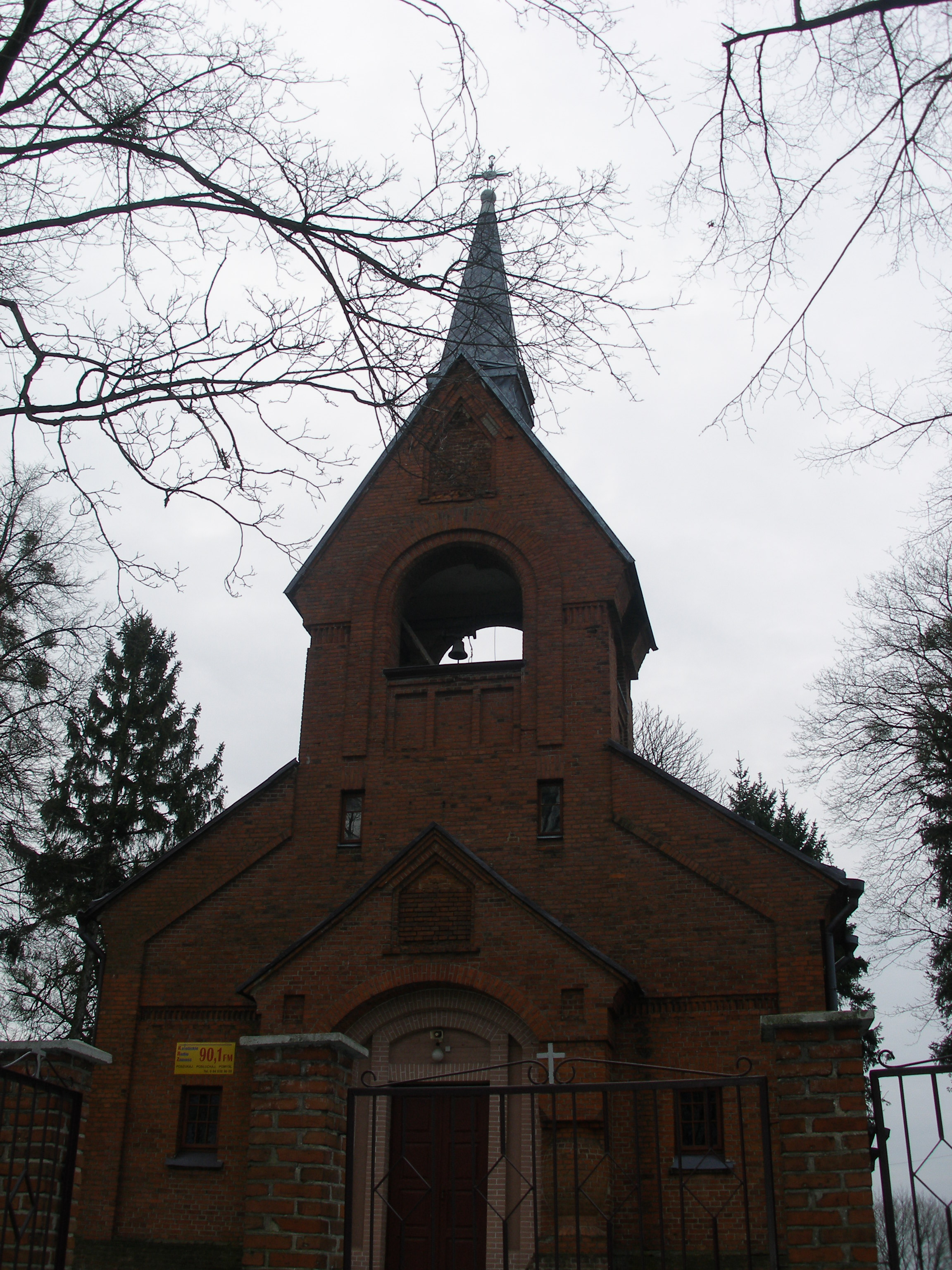
Dawna cerkiew w Łaziskach, od 1947 kościół katolicki. W architekturze tej świątyni, zwłaszcza w konstrukcji dzwonnicy, widoczne są elementy zbliżone do wyglądu cerkwi w Zabłociu

Cerkiew w Zabłociu została zbudowana z cegły, na planie prostokąta. W swojej architekturze przypomina powstające w tej samej epoce kościoły rzymskokatolickie, jednak w jej wyglądzie wyróżniają się elementy typowe dla architektury rosyjsko-bizantyjskiej, dla sztuki Podlasia oraz dla drewnianych budowli cerkiewnych rosyjskiej Północy. Cerkiew jest jednonawowa i jednokopułowa, z dzwonnicą usytuowaną nad przedsionkiem, dach pokrywa dachówka. Jest to obiekt trójdzielny; poszczególne części cerkwi zostały usytuowane na osi podłużnej i pokryte osobnymi dachami. Pomieszczenie ołtarzowe składa się z dwóch prostokątnych części, nawa ma kształt kwadratu, przedsionek zaś – prostokąta. Ponad nawą znajduje się kwadratowa wieżyczka zwieńczona cebulastą kopułką. Cebulasta kopuła wieńczy również dzwonnicę, jest usytuowana na namiotowym hełmie. Wąska dzwonnica i grube kolumienki przy wejściu do świątyni, jak również dekoracyjny motyw kokoszników to elementy przejęte z murowanej rosyjskiej dziewiętnastowiecznej architektury cerkiewnej. Cerkiew w Zabłociu wyraźnie odróżnia się swoją architekturą od innych prawosławnych świątyń wznoszonych na ziemi chełmskiej w pierwszym dziesięcioleciu XX w. Tylko niektóre jej elementy, jak wąska dzwonnica i dwuspadowe dachy, zauważalne są w innych cerkwiach w regionie pochodzących z tego samego okresu: w  Mszannej, Łaziskach oraz Drelowie.
Wyposażenie cerkwi pochodzi z XX w. Malowidła ścienne zdobiące jej wnętrze powstały w 1977. We wnętrzu świątyni znajduje się zabytkowy dwurzędowy ikonostas. Ikony dla świątyni wykonali mnisi z ławry Troicko-Siergijewskiej. Po prawej stronie królewskich wrót znajduje się Kalwaria, zaś po lewej, w kiocie, ikona św. Serafina z Sarowa. Część wyposażenia świątyni pochodzi z cerkwi św. Anny w Międzylesiu, zburzonej w 1938 w czasie akcji polonizacyjno-rewindykacyjnej.
Cerkiew została wpisana do rejestru zabytków 15 grudnia 1988 pod nr A-171.